# 楊潤身 (1871年)
楊潤身（1871年—？），字雨亭，男，甘肅省秦州直隸州人，清朝、中华民国政治人物、進士出身。

## 生平
光緒二十四年（1898年），参加光緒戊戌科殿試，登進士二甲110名。同年五月，以主事分部学习。